# Península de Yorke

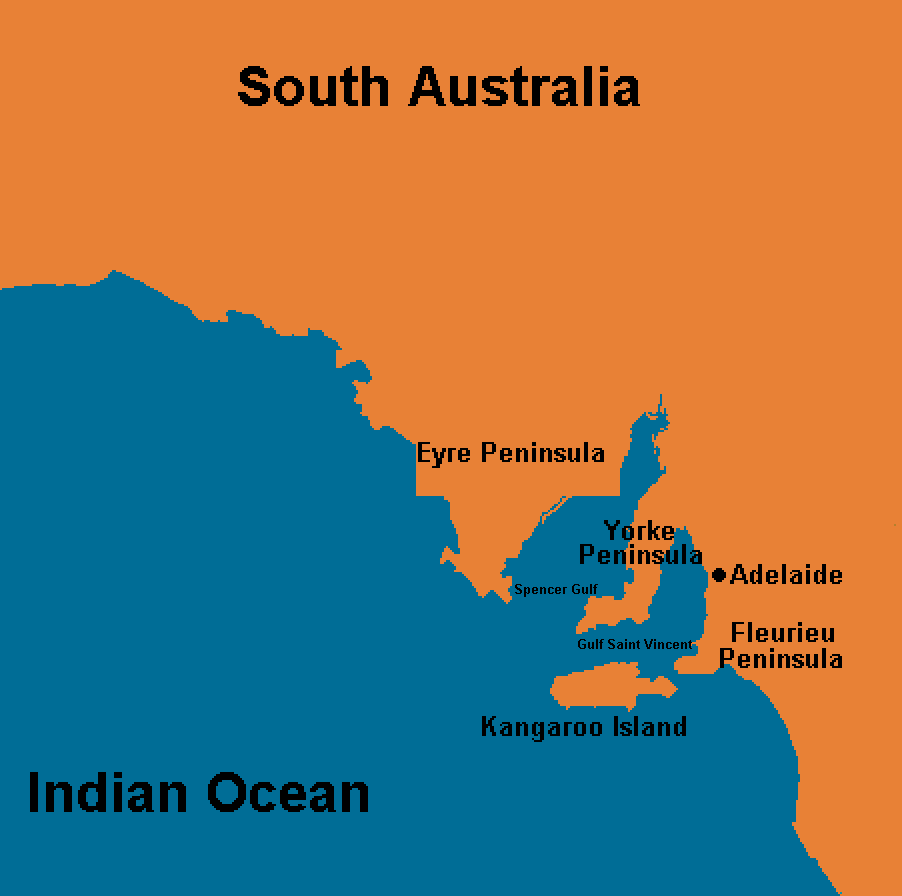
Mapa da Austrália Meridional mostrando a península de Yorke a noroeste de Adelaide.

A península de Yorke é uma península da Austrália Meridional, a oes-noroeste da capital, Adelaide, entre o golfo de Spencer a oeste e o golfo de Saint Vincent a leste. Em forma de bota, tem uma largura média de 50 km e mede cerca de 200 km de comprimento.
A península beneficia de um clima do tipo mediterrânico.
A península de Yorke recebeu o seu nome dado pelo Capitão Matthew Flinders, em homenagem a Charles Philip Yorke (1764-1834) (mais tarde Lord Hardwicke), batendo por pouco o capitão navegador francês Nicolas Baudin (que preferiu o nome "península de Cambaceres"). Charles P. Yorke vinha de uma família política muito ilustre (o seu pai tinha sido Lord High Chancellor e seu avô tinha sido Lord Chief Justice, presidente da Câmara, e Lord High Chancellor), e teve uma longa carreira política própria, servindo como Membro do Parlamento (1790-1810), Secretário de Estado da Guerra (1801-1803), Secretário do Interior (1803-1804) e Primeiro Lorde do Almirantado (1810-1812).
Antes da colonização branca em torno de 1840, a península de Yorke foi o lar do povo Narungga. Hoje os descendentes dessas pessoas ainda vivem na península.
A ponta sul-ocidental é ocupada pelo Parque Nacional Innes. A península de Yorke é um grande produtor de cereais, especialmente de cevada. Historicamente, os cereais eram enviados por mar, porque não há serviços de transporte ferroviário. A maioria das cidades costeiras da península tem molhes grandes. No passado, estes eram utilizados por escunas, barcos a vapor e mais tarde para recolher os grãos em sacos, em troca de fertilizante.

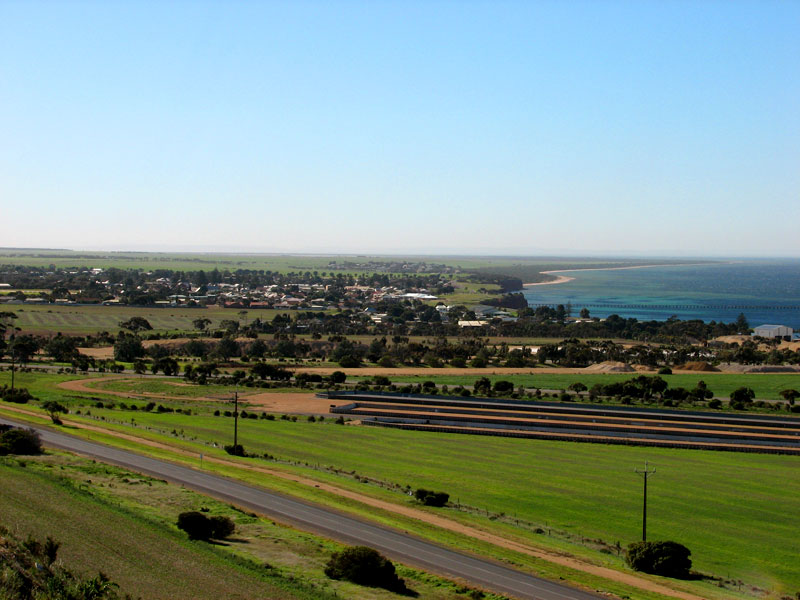
A cidade de Ardrossan, na península de Yorke